# DuckTales, el botín
DuckTales, el botín, conocido originalmente como DuckTales: Scrooge's Loot, fue un videojuego de la franquicia DuckTales disponible para los sistemas iOS y Android. Fue lanzado por Disney Interactive Studios y Complex Games para iOS en Canadá el 26 de julio de 2013.